# Montana (marque)
 (juin 2024).
La mise en forme du texte ne suit pas les recommandations de Wikipédia : il faut le « wikifier ».
Les points d'amélioration suivants sont les cas les plus fréquents. Le détail des points à revoir est peut-être précisé sur la page de discussion.
- Les titres sont pré-formatés par le logiciel. Ils ne sont ni en capitales, ni en gras.
- Le texte ne doit pas être écrit en capitales (les noms de famille non plus), ni en gras, ni en italique, ni en « petit »…
- Le gras n'est utilisé que pour surligner le titre de l'article dans l'introduction, une seule fois.
- L'italique est rarement utilisé : mots en langue étrangère, titres d'œuvres, noms de bateaux, etc.
- Les citations ne sont pas en italique mais en corps de texte normal. Elles sont entourées par des guillemets français : « et ».
- Les listes à puces sont à éviter, des paragraphes rédigés étant largement préférés. Les tableaux sont à réserver à la présentation de données structurées (résultats, etc.).
- Les appels de note de bas de page (petits chiffres en exposant, introduits par l'outil «  Source ») sont à placer entre la fin de phrase et le point final[comme ça].
- Les liens internes (vers d'autres articles de Wikipédia) sont à choisir avec parcimonie. Créez des liens vers des articles approfondissant le sujet. Les termes génériques sans rapport avec le sujet sont à éviter, ainsi que les répétitions de liens vers un même terme.
- Les liens externes sont à placer uniquement dans une section « Liens externes », à la fin de l'article. Ces liens sont à choisir avec parcimonie suivant les règles définies. Si un lien sert de source à l'article, son insertion dans le texte est à faire par les notes de bas de page.
- La présentation des références doit suivre les conventions bibliographiques. Il est recommandé d'utiliser les modèles {{Ouvrage}}, {{Chapitre}}, {{Article}}, {{Lien web}} et/ou {{Bibliographie}}. Le mode d'édition visuel peut mettre en forme automatiquement les références.
- Insérer une infobox (cadre d'informations à droite) n'est pas obligatoire pour parachever la mise en page.

Pour une aide détaillée, merci de consulter Aide:Wikification.
Si vous pensez que ces points ont été résolus, vous pouvez retirer ce bandeau et améliorer la mise en forme d'un autre article.
Pour les articles homonymes, voir Montana (homonymie).
Montana est une marque italienne de conserves de viande de bœuf appartenant, depuis 1991, à la société INALCA SpA, filiale du groupe Cremonini S.p.A. de Castelvetro di Modena, dans la Province de Modène. La société INALCA SpA est le leader en Italie et l'un des principaux acteurs européens dans le secteur de la viande bovine.
Depuis 2023, la marque Montana fait partie des marques historiques italiennes.

## Histoire
En 1941, plusieurs associés fondent la société A.C.S.A.L. S.a. - Azienda Carni Società Anonima Lissonese. Le 12 mars 1953, la société dépose et fait enregistrer la marque Montana sous laquelle elle veut commercialiser sa production de conserves de viande de bœuf en gelée. La raison sociale de la société devient ACSAL Montana SpA qui débute la commercialisation de boîtes de conserve de viande sous ce nom.
À partir de 1960, les exportations de boîtes de conserve de tranches de bœuf en gelée explosent en France, Allemagne, Royaume-Uni et Canada, remplaçant les conserves américaines sur les rayons des épiceries. En 1962, la société se diversifie et lance les premières barquettes de charcuterie sous vide au format pic-nic, les barquettes Jambonet.
De 1966 à 1976, la marque connaît la croissance sur le marché italien grâce à une campagne de publicité dans l'émission Carosello diffusée sur les chaînes nationales de la RAI-TV.
En 1991, la société INALCA S.p.A., filiale du groupe Cremonini S.p.A. rachète ACSAL Montana SpA et la marque Montana qu'elle relance vivement jusqu'à la faire figurer à la 2e place des ventes en Italie derrière la fameuse Simmenthal. En 1997, la gamme de produits, jusqu'alors limitée aux conserves de viande de bœuf en gelée, s'élargie aux épices à ajouter lors de la cuisson des viandes. En 1998, MONTANA propose un large choix de barquettes de pièces de viande fraîche de bœuf, steaks, entrecôtes, filets et hamburgers.
En 2001, à l'image de la holding mère, la société filiale ACSAL Montana SpA fonde la société Montana Alimentari qui comprend 3 divisions : salaisons, snack & plats cuisinés et viande en conserve, sous une marque unique : Montana. En 2006, la société lance sa gamme de produits en version surgelé, une gamme de plats cuisinés surgelés basses calories et une gamme de sandwich pour bars et self-services.
En 2016, Montana lance une gamme de produits sans gluten et élargit son offre de produits avec de la viande de veau. 
La marque Montana est la deuxième marque italienne  dans le secteur des conserves de viande après Simmenthal, dont elle a été le principal concurrent pendant des décennies. Dans le groupe Cremonini, qu'elle a intégré en 1991, c'est la première marque devant Manzotin.

## INALCA S.p.A.
La société  INALCA S.p.A. - Industria Alimentare Carne, société d’abattage de bovins, a été fondée à Castelvetro di Modena dans la Province de Modène en juillet 1963 par Luigi Cremonini, son frère Giuseppe et Luciano Brandoli.
INALCA S.p.A. est devenue la société tête de file de la division Viandes du secteur « Production » du groupe Cremonini S.p.A.. Elle produit et commercialise dans toute l'Europe sa gamme complète de produits à base de viande bovine, qu'elle gère depuis l'élevage jusqu'au produit fini, à travers 52 filiales dont 29 à l'étranger, 27 plateformes de distribution et 5 sites de production à l'étranger. La société INALCA S.p.A. est la holding chef de file du secteur "Production" comprenant 3 divisions :
Le secteur Production dirigé par INALCA SpA dispose de 20 usines automatisées en Italie, chacune spécialisée par type de produit. 15 sont destinées à la production de viande et 5 de charcuterie, snacks et plats cuisinés. À l'étranger, INALCA SpA gère directement 23 plateformes logistiques de distribution, 7 en Russie, 14 en Afrique dans 6 pays (Angola, Algérie, Congo, République démocratique du Congo, Mozambique et Côte d'Ivoire) et 2 au Kazakhstan. En Russie, INALCA SpA possède un abattoir à Orenbourg, à la frontière avec le Kazakhstan, qui lui permet de contrôler l'ensemble de la chaîne de production et une usine de pointe à Odintsovo, (banlieue de Moscou), pour la production de hamburgers et de bacon. Un important abattoir est également opérationnel à  Sochocin, en Pologne. En 2016, une usine spécialisée dans la production de charcuteries prétranchées a été mise en service au Canada et, depuis 2019, une dans le New Jersey, aux États-Unis, grâce auxquelles la société alimente directement le marché nord-américain.

### Division Viande bovine
Le groupe est un des plus importants acteurs du secteur de l'industrie de la viande. L'entreprise, avec ses filiales, gère le cycle complet depuis l'élevage du bétail, l'abattage, la découpe et le conditionnement. Elle est présente en Italie avec 9 sites spécialisés : abattage, désossage, transformation, conditionnement et distribution de viande. Elle est également présente à l'étranger avec des unités d'abattage et de conditionnement et des plateformes logistiques de distribution.
Les différentes sociétés produisent et commercialisent une gamme  de viande bovine, fraîche et surgelée, sous vide et sous atmosphère protectrice, des produits prêts à l'emploi, des hamburgers, des conserves, des morceaux choisis et des produits dérivés à base de viande bovine sous ses propres marques ou pour le compte de tiers.
La société commercialise plus de 500 000 tonnes de viande chaque année dont 100 000 tonnes de burgers frais et surgelés. INALCA SpA est un leader européen dans le secteur des conserves de viande, avec une capacité de production de 200 millions de boîtes par an, soit environ 50 000 tonnes.